# Žiga Frelih
Žiga Frelih (Liubliana, 6 de febrero de 1998) es un futbolista esloveno que juega como guardameta en el F. C. Spartak Trnava de la Superliga de Eslovaquia.

## Trayectoria
Frelih se formó en el NK Bravo esloveno y comenzó su carrera en 2015 en la Tercera Liga de Eslovenia. En 2017 se marchó al NK Krško, debutando el 16 de agosto en un empate por 0-0 en la Copa de Eslovenia frente al ND Ilirija 1911. Su primer partido en la Primera Liga de Eslovenia llegó el 8 de abril de 2018 en una derrota por 0-1 contra el Olimpija Ljubljana.
Firmó por el Inter Zaprešić en 2019, equipo en el que llegó a anotar un gol en los últimos minutos de un empate por 2-2 frente al NK Istra 1961 el 4 de octubre de ese año. Tras ganarse un puesto como titular en el club, en agosto de 2020 regresó a su país natal para jugar en el Olimpija Ljubljana de la máxima categoría nacional. Un año después, rompió su contrato con el club tras una presunta violación de las normas disciplinarias.
En septiembre de 2021 firmó por el Gil Vicente de la Primeira Liga portuguesa. En agosto del año siguiente salió cedido al G. D. Chaves, pero abandonó el club un mes después debido a motivos personales, rescindiendo su contrato con el Gil Vicente también.
El 3 de febrero de 2023 se oficializó su incorporación como agente libre por el C. D. Mirandés de la Segunda División de España.

## Clubes
Actualizado al último partido disputado el 17 de diciembre de 2023.
| Club                     | País       | Año       | Partidos |
| ------------------------ | ---------- | --------- | -------- |
| N. K. Bravo              | Eslovenia  | 2015-2016 | 19       |
| N. K. Celje (cesión)     | Eslovenia  | 2015-2016 | 0        |
| N. K. Domžale            | Eslovenia  | 2016-2017 | 0        |
| N. K. Krško              | Eslovenia  | 2017-2019 | 21       |
| N. K. Inter Zaprešić     | Croacia    | 2019-2020 | 23       |
| N. K. Olimpija Ljubljana | Eslovenia  | 2020-2021 | 39       |
| Gil Vicente F. C.        | Portugal   | 2021-2022 | 19       |
| G. D. Chaves (cesión)    | Portugal   | 2022      | 0        |
| C. D. Mirandés           | España     | 2023      | 1        |
| MFK Zemplín Michalovce   | Eslovaquia | 2023-2024 | 20       |
| F. C. Spartak Trnava     | Eslovaquia | 2024-act. |          |

## Palmarés

### Títulos nacionales
| Título             | Club                     | País       | Año  |
| ------------------ | ------------------------ | ---------- | ---- |
| Copa de Eslovenia  | N. K. Domžale            | Eslovenia  | 2017 |
| Copa de Eslovenia  | N. K. Olimpija Ljubljana | Eslovenia  | 2021 |
| Copa de Eslovaquia | F. C. Spartak Trnava     | Eslovaquia | 2025 |